# Quintale

Un carrello caricato con circa un quintale d'acqua

Un quintale (q) è un'unità di misura di massa pari a 100 kg. Non è usata dal Sistema internazionale di unità di misura, ma assai diffusa in Italia e nel resto d'Europa, è ancora di uso comune, soprattutto come misura di quantità di prodotti in agricoltura. 
La Comunità europea ha eliminato i quintali dalle proprie statistiche agricole dal 1990 e utilizza invece la tonnellata.
La parola risale al XVI secolo e deriva dallo spagnolo quintal, che a sua volta deriva dall'arabo qinṭar e questa dal greco kentēnárion, che corrispondeva al peso di 100 libbre.
Un quintale equivale a:
- 100000000 mg (milligrammi);
- 10000000 cg (centigrammi);
- 1000000 dg (decigrammi);
- 100000 g (grammi);
- 10000 dag (decagrammi);
- 1000 hg (ettogrammi);
- 100 kg (chilogrammi);
- 10 mag (miriagrammi);
- 0,1 t (tonnellata)

Nel sistema avoirdupois il quintale è un sinonimo di hundredweight.